# Pietra del Malconsiglio

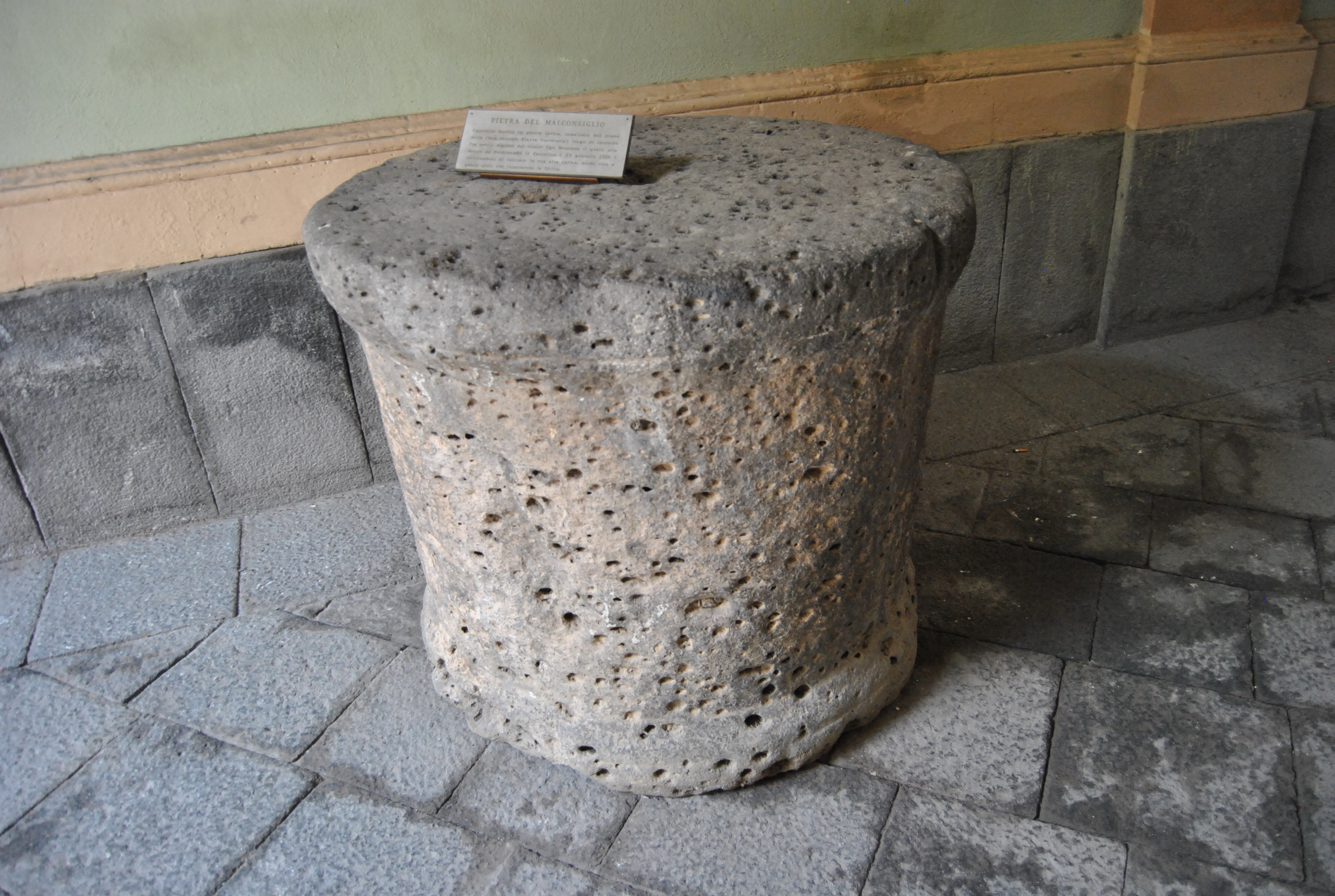
La Pietra del Malconsiglio, nella sua collocazione all'interno del Palazzo degli Elefanti

La Pietra del Malconsiglio è un antico manufatto in pietra lavica di incerta origine, legato ai luttuosi fatti del 1516 da cui trae il nome e situato nel centro storico di Catania.

## Descrizione
Il manufatto è un macigno in pietra lavica molto poroso, lavorato a cilindro lievemente svasato e caratterizzato da un bordo a toro presente alle due estremità del cilindro. Presenta vistosi segni di logoramento, in particolare a causa delle acque pluvie, oltre ad una grossa scheggiatura, causata probabilmente da un notevole trauma da impatto, dovuto forse ad una caduta. Il blocco misura circa 92 cm di altezza per 106 cm di diametro maggiore e 340 cm in circonferenza nella faccia superiore, corrispondente grossomodo alle dimensioni riportate dall'abate Francesco Ferrara il quale la misurò in altezza e in diametro di 3 piedi siciliani (pari a circa 90 cm).

## Origine
Poco si sa dell'origine della pietra. Genericamente viene identificata quale un capitello dorico in pietra lavica, tuttavia lo stile dorico non prevede una forma simile, che potrebbe essere piuttosto una singolare interpretazione dello stile tuscanico o una versione insolita di altro stile. Non a caso l'abate Ferrara preferì una generica definizione di capo di una colonna. Tuttavia non manca chi ritenga diversa la funzione del manufatto, in particolar vi è chi ritiene che "rappresentasse l'altare di Bacco presso il Teatro Antico".
L'uso della pietra lavica in antico è attestato a Catania in misura massiccia soltanto a partire dal periodo repubblicano, forse a seguito delle eruzioni del 122-121 a.C., questo dato potrebbe costituire un terminus post quem per aiutare nella datazione del manufatto. Tale capitello si vuole appartenesse ad un tempio della città arcaica, cui appartenne anche un grosso frammento di architrave quadrangolare e simile in misure, oggi scomparso. L'ubicazione originaria fa pensare ad un elemento architettonico appartenuto ad un grande edificio pubblico sito entro i limiti dell'antica città (infatti l'anfiteatro situato più a nord chiude la città romana, cui si accostavano le necropoli).

## Storia

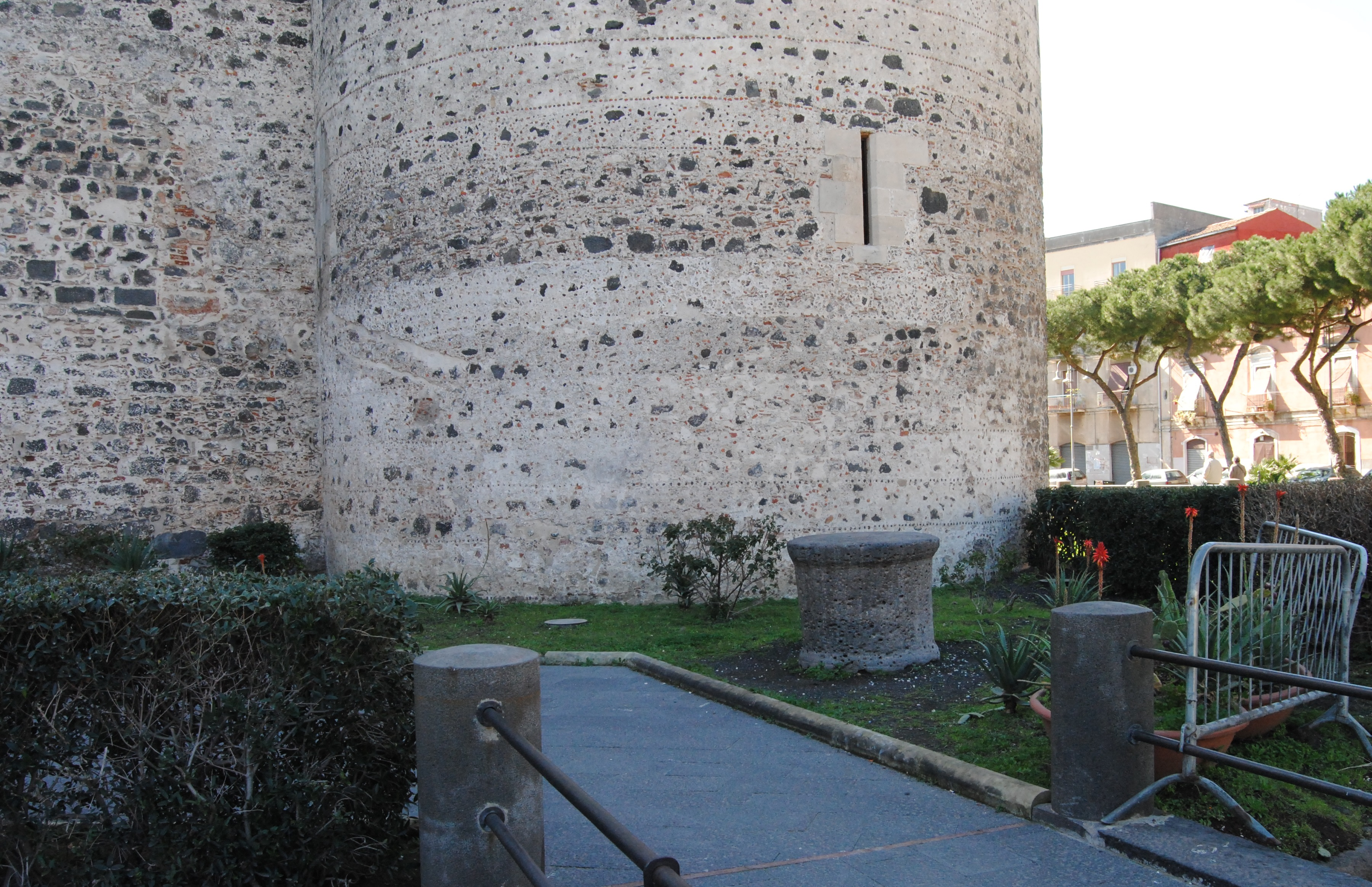
La pietra, nella sua collocazione al Castello Ursino

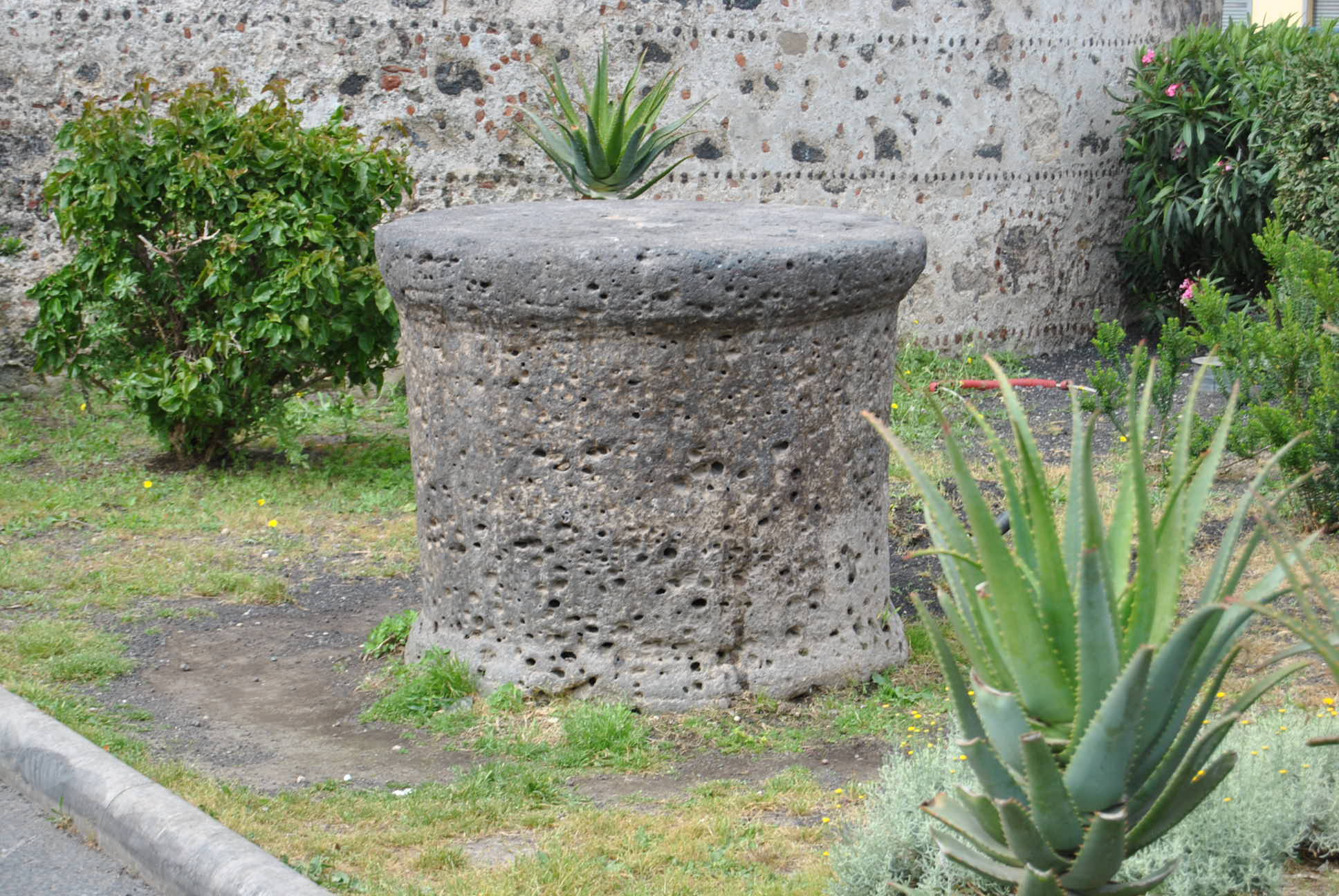
La pietra presso il Castello Ursino

Facente parte dunque di una serie di resti appartenuti ad un antico edificio non più esistente, la pietra venne scelta nel 1516 quale sito di appuntamento per i ribelli durante i moti di quell'anno. Con la morte di Ferdinando il Cattolico avvenuta il 23 gennaio, la Sicilia passò dalla dinastia Trastámara al giovanissimo erede Asburgo Carlo. In questo clima di instabilità di successione il viceré uscente Ugo di Moncada rifiutò le dimissioni, appoggiato dalla classe nobile siciliana. I nobili, così facendo, avrebbero ottenuto notevoli concessioni dal loro protetto e, forse, l'autonomia dal Regno di Spagna. Seguì una cruenta guerra civile che funestò l'Isola (tranne, pare, Messina) per tre anni consecutivi al punto da fregiarsi, non senza esagerazione, del titolo di Secondo Vespro a cui Catania aderì e si mostrò tra le più agguerrite città ribelli e tormentate. Da Catania provenivano infatti i tre principali sostenitori di Moncada - i nobili Cesare Gioeni, Girolamo Guerrera e il magistrato Blasco Lanza -, ma sempre dalla città etnea proveniva il suo principale avversario, Pietro Cardona, conte di Golisano. I nobili catanesi si davano appuntamento al Piano dei Trixini, antica piazza che prendeva il nome dal piccolo convento di San Nicola de' Trixini (odierno Convento di San Nicolò Minore), che si trovava non lungi dall'attuale incrocio ottagonale detto Quattro Canti tra le vie Etnea e Antonino di Sangiuliano. A seguito di tradimento, una spia rivelò quale fosse il luogo di ritrovo dei ribelli, i quali trovarono ad attenderli i soldati reali inviati dal nuovo viceré, Ettore Pignatelli, che fecero strage di chi si recò all'appuntamento cospiratorio. Altri ribelli vennero impiccati in una pubblica esecuzione avvenuta il 10 marzo 1517 al Piano delle Forche, orientativamente dove oggi sorge la piazza Cavour. La pietra, ancora sporca del sangue ribelle, venne esposta nella pubblica piazza a perenne monito contro la città e i cospiratori non ancora identificati. In questo contesto prese facilmente l'appellativo "del mal consiglio" o "del Malconsiglio", poiché "consigliò" male i ribelli a darsi appuntamento nella data in cui trovarono la morte. Il frammento di architrave, invece, fu usato per fustigare gli insolventi presso l'antica Loggia, palazzo sede del senato civico, sostituito dopo il 1693 dal Palazzo degli Elefanti.
Trasferita inizialmente in piazza Manganelli, nel 1872 la pietra viene spostata ai Quattro Canti, probabilmente per riportarla nel luogo dov'era originariamente posta, precisamente in un angolo del secondo cortile del Palazzo Paternò Castello di Carcaci, dove rimase fino al 2009, anno in cui venne nuovamente trasferita all'ingresso del Museo Civico al Castello Ursino, decorata da piccole composizioni floreali. Lasciata in balia degli elementi e di anonimi incivili che ne hanno divelto il giardinetto decorativo, la pietra è rimasta "anonima" fino al 28 maggio 2013, quando una scuola di Librino, grazie a fondi POR, ha fatto omaggio alla città e alla pietra di una targa commemorativa con una breve storia del reperto. Dall'autunno successivo (2014) il manufatto è conservato nell'androne occidentale del Palazzo degli Elefanti.